# Zlosutna pita
Zlosutna pita (izdan 1950.) je kratka priča Agathe Christie s Herculeom Poirotom. Prvi put je izdana u zbirci priča Tri slijepa miša. Izvorni naziv glasi: Four and Twenty Blackbirds, prijevod: Dvadeset četiri kosa. Zlosutna pita se koristi TV seriji.
Ekranizirana je u prvoj sezoni (1989.) TV serije Poirot s Davidom Suchetom u glavnoj ulozi.

## Radnja
Poirot večera u londonskom restoranu u trenutku kada ondje uđe slikar Henry Gascoigne, redoviti gost. Sutradan Poirota zaintrigira vijest u novinama da je slikar pronađen mrtav. Obdukcijski nalaz navodi da je Gascoigne umro nakon što je pojeo malen obrok, Poirot zaključuje da je ubijen i da je u restoranu vidio ubojicu.